# Myrsidea thoracica
Myrsidea thoracica är en insektsart som först beskrevs av Christoph Gottfried Andreas Giebel 1874.  Myrsidea thoracica ingår i släktet sadellöss, och familjen spolätare. Inga underarter finns listade i Catalogue of Life.